# Segunda Guerra de Independência Italiana
A Segunda Guerra de Independência Italiana; tem esse nome em respeito ao processo de unificação italiano. Ela foi travada pela França de Napoleão III e pelo Reino da Sardenha contra o Império Austríaco em 1859. A guerra tem as suas origens nas ambições da casa de Saboia; esta pretendia estender a sua influência na Itália, no desejo de os radicais italianos anularem os Estados Papais e na aceitação, por parte de Napoleão III, das "nacionalidades europeias", o seu desejo de obter Nice e a Saboia para a França, deixando a esta casa italiana a possibilidade de tomar a Lombardia. Os historiadores vêem nesta ação uma demonstração da ambição política da Condessa de Castiglione (que era amante de Cavour, primeiro-ministro do Reino da Sardenha).
O exército sardo-piemontês, aliado à França, queria conquistar o Reino Lombardo-Vêneto, no Norte da península Itálica, então sob domínio austríaco.
A guerra envolveu cerca de 120 000 franceses, que desembarcaram em Gênova, 40 000 sardo-piemonteses e 180 000 austríacos (vindo este contingente a ascender aos 270 000 efetivos).

## Resumo

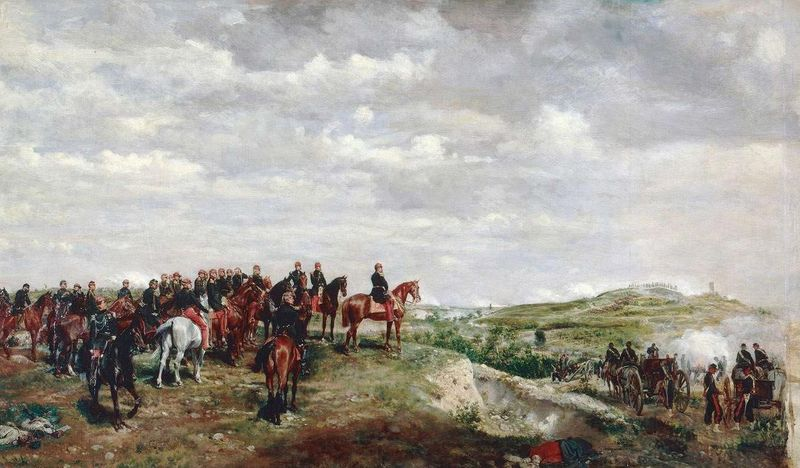
Napoleão III em Solferino

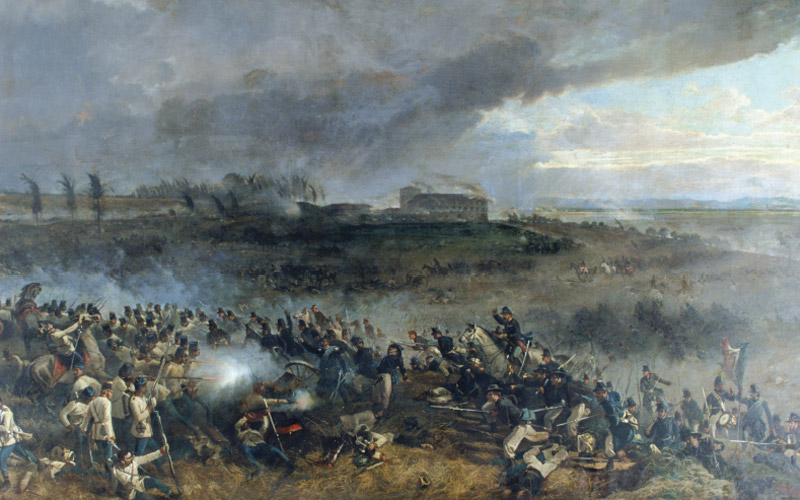
Batalha de San Martino

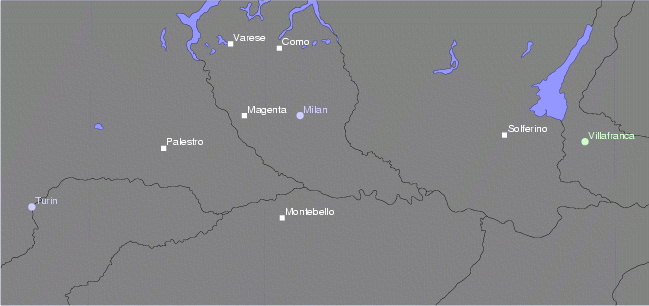
Principais batalhas da Segunda Guerra de Independência Italiana de 1859

Em 22 de junho de 1858, em Plombières, segundo os acordos estipulados entre o imperador francês Napoleão III e o Conde de Cavour, primeiro-ministro do Reino da Sardenha, a França empenhava-se a intervir militarmente ao lado do Reino da Sardenha, caso a Áustria agredisse o estado dos Saboia, e em troca receberia, do Reino da Sardenha, Nice e a Saboia, além do controle da Itália centro-setentrional por meio de dois novos reinos que seriam constituídos depois do conflito e entregue a dois príncipes franceses com ligações de parentesco com os Saboia. 
Cavour, incapaz de receber a ajuda francesa a menos que fosse atacado primeiro, provocou a Áustria com uma série de manobras militares perto de suas fronteiras. Os Austríacos então enviaram um ultimato a Vítor Emanuel II, rei da Sardenha, com que pediam o desarmamento das forças armadas que se encontravam nas margens do rio Ticino. O ultimato foi rejeitado e no dia 26 de abril de 1859 a Áustria declarou abertas as hostilidades com o Piemonte-Sardenha. Enquanto as armadas austríacas atravessavam o Ticino, Napoleão III, forçado a manter seus empenhos de Plombières, enviou para Gênova 100 000 homens.
Os planos militares austríacos esperavam uma rápida vitória sobre os sardo-piemonteses antes que forças francesas fossem mobilizadas. Mas os planos falharam porque o exército austríaco, comandado pelo velho marechal Giulay, se atrasou nos extensos arrozais perto de Vercelli, que tinham sido alagados pelos sardo-piemonteses com o objetivo de impedir o avanço do inimigo. Entrementes Napoleão III chegou rapidamente à Itália com o seu exército graças ao eficiente sistema ferroviário.
O primeiro registo bélico, um ataque francês, ocorreu em 20 de maio, na Batalha de Montebello, onde Forey bateu o general austríaco Stadion. Em Palestro, no dia 30 do mesmo mês, as tropas de Vítor Emanuel II e do coronel Chabron tomaram, à baioneta, as baterias austríacas de Gyulay. 
No começo de junho, uma grande parte dos exércitos franco-piemonteses se preparava para cruzar o rio Ticino em Turbigo e Magenta, se dirigindo para Milão, enquanto que os austríacos esperavam ser atacados mais ao sul, na Lomellina. Quando Gyulay percebeu que caíra numa armadilha, já era tarde demais. Ele recuou e ordenou a destruição da grande ponte sobre o Ticino, entre Magenta e Trecate. A ação, porém, falhou. 
Ao mesmo tempo Garibaldi, com seus Caçadores dos Alpes, desferia uma ofensiva nos Pré-Alpes da Lombardia e, com a vitória de San Fermo, libertava Como, Varese, Bérgamo e Bréscia. Os Austríacos tentaram uma extrema defesa no rio Mincio mas, depois de uma longa batalha, em 24 de junho de 1859, foram derrotados em San Martino e Solferino.
Galvanizadas pelos sucessos militares, as populações do Grão-ducado de Toscana, do Ducado de Parma e Placênci e do Ducado de Módena e Régio, insurgiram contra seus respectivos soberanos. Os governos provisórios que nasceram dessas revoltas, guiados por liberais, pediram como primeiro ato a anexação ao Reino de Sardenha.

## O armistício de Villafranca e o Tratado de Zurique

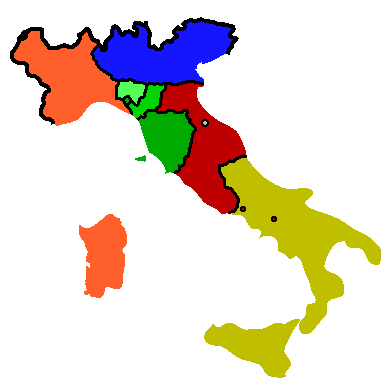
O Reino da Sardenha antes da guerra (em laranja)

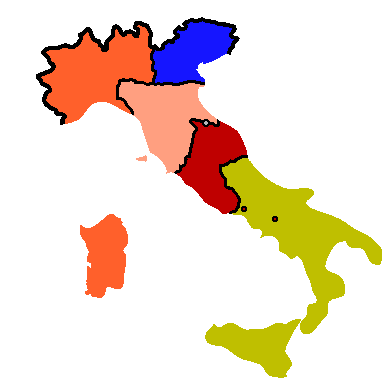
O Reino de Sardenha após a guerra (em laranja)

Os exércitos franco-piemonteses venceram os austríacos em diversas batalhas (Montebello em 20 de maio, Palestro em 30 de maio, Magenta em 4 de junho e Solferino em 21 de junho) e tomaram Milão, então capital do Reino Lombardo-Vêneto, subordinado ao Império Austríaco. 
Ao mesmo tempo, no norte da Lombardia, os Caçadores dos Alpes (Cacciatori delle Alpi), unidade paramilitar de voluntários italianos criada por Giuseppe Garibaldi, derrotaram os austríacos em Varese e Como. 
Também a libertação de Veneza parecia próxima, mas a esse ponto aconteceu um fato novo totalmente não previsto e grave: em 11 de julho de 1859, Napoleão III, amedrontado pela violenta campanha dos católicos franceses (protestando contra o ataque aos Estados Papais) e pela possibilidade de o Reino da Prússia entrar no conflito em apoio ao imperador Francisco José I da Áustria (a Prússia concentrou poderoso exército nas fronteiras com a França), estipulou em Villafranca e em grande segredo, o armistício com o imperador da Áustria. Isto foi uma grande desilusão para o Piemonte-Sardenha e provocou muita raiva na população. Com o armistício de Villafranca, a Áustria cedia a Lombardia para a França, para que fosse devolvida ao Reino da Sardenha e estabelecia-se a volta dos soberanos desentronizados nos estados da Itália central. 
A desilusão foi tamanha que Cavour, depois de ter protestados violentamente com o soberano francês, demitiu-se do cargo de primeiro-ministro, sendo substituído por Rattazzi-La Marmora. Vítor Emanuel II ratificou em Zurique as decisões de Villafranca. A partida porém não estava fechada, pois permaneciam ainda não resolvidas duas questões: de um lado a volta dos velhos soberanos era contrastadas pelas populações da Itália central que queriam a anexação ao Reino da Sardenha, e do outro lado Napoleão III também encontrava-se em dificuldades pois, causa a interrupção da guerra, não podia exigir a anexação de Nice e da Saboia assim como previsto pelos acordos de Plombières, e não podia também justificar, frente a opinião publica francesa, sua participação ao conflito na Itália pois a França não obteve vantagem nenhuma. 
Cavour, chamado novamente ao governo, desfrutou muito habilmente esta situação oferecendo para Napoleão III os territórios de Nice e Saboia em troca dos estados da Itália central. Uma série de plebiscitos em março de 1860 sancionou a anexação da Emília, da Romanha e da Toscana ao Reino de Sardenha. 
O novo reino era portanto formado pelo Piemonte, Ligúria, Sardenha, Lombardia, Emília-Romanha e Toscana. Foi um passo muito importante em direção à unidade da Itália, também mesmo que a passagem de Nice e Saboia à França não tenha satisfeito os democratas que culpavam Cavour pelo desfecho. Essa decisão foi veementemente criticada também pelo herói nacional italiano Giuseppe Garibaldi, nascido em Nice. 

## Eventos principais
- 26 de abril: Os Caçadores dos Alpes, de Giuseppe Garibaldi, confrontaram com as forças austríacas lideradas pelo tenente-marechal de campo Carl Baron Urban;
- 20 de maio: A infantaria francesa e a cavalaria sardo-piemontesa derrotaram o exército austríaco, que bateu em retirada perto de Montebello;
- 27 de maio: Os Caçadores dos Alpes derrotaram Urban em São Fermo, entrando em Como;
- 30 de maio: Os sardo-piemonteses venceram o exército austríaco na batalha de Palestro;
- 4 de junho: O cabo de guerra Gyulay é batido em Magenta por Napoleão III e Mac-Mahon;
- 8 de junho: Napoleão III e Vítor Emanuel entraram em Milão;
- 21/24 de junho: Na Batalha de Solferino, o maior confronto desta guerra, Napoleão III derrotou Francisco José I da Áustria;
- 11 de julho/17 de junho: O imperador austríaco Francisco José, abarbado com a revolução na Hungria, encontra Napoleão III em Villafranca, onde assinaram um armistício;
- 10 de novembro: Acordou-se a paz pelo Tratado de Zurique: a França recebia a Lombardia, entregue depois ao Reino da Sardenha, e a Áustria conservava Veneza.